# Lords Mobile
Lords Mobile est un jeu vidéo développé et publié par IGG, disponible en téléchargement sur Android, iOS et Steam.

## Description
Le jeu est gratuit et propose des achats in-app. Selon App Annie, le jeu est l'une des applications (stratégie) les plus rentables sur l'App Store (iOS) et Google Play. La description officielle du jeu indique qu'il compte plus de 400 millions de joueurs dans le monde. 

## Distinctions
En 2016, Lords Mobile a remporté les Google Play Awards du "Meilleur jeu compétitif" et en 2017, il est nommé dans la catégorie "Meilleur jeu multijoueur" et appelé "Android Excellence Game" par Google. 